# Абу Убайд аль-Бакри
Абу́ Уба́йд Абдуллах ибн Абдул-Азиз аль-Бакри (араб. أبو عبيد عبد الله بن عبد العزيز البكري‎;
1014—1094) — арабский писатель, происходил из древнего и знатного арабского рода. Известен как аль-Бакри.

## Биография
Его дед Абу Зейд был губернатором Уэльвы и Сальтеса, но около 1011 года воспользовался политическими смутами и объявил себя независимым правителем. Впрочем, он вскоре потерял свою независимость, а сын его Абдул-Азиз должен был удалиться около 1051 года в Кордову, сборное место лишённых престола владетельных князей того времени. В Кордове Абдул-Азиз благодаря своим богатствам, высокому общественному положению и знатному происхождению был принят хорошо и сразу приобрёл множество друзей, чему также много способствовало, по свидетельству тогдашних историков, и то обстоятельство, что у Абдул-Азиз был сын Абдуллах, отличавшийся образованием и обширными познаниями. Вслед за смертью отца Абдуллах отправился в Альмерию (около 1066 года), затем жил некоторое время при севильском дворе. Из Испании он никогда не выезжал и умер в 1094 году.

### Труды
Аль-Бакри оставил сочинения по филологии, богословию, медицине и географии. Но самую долговечную славу доставили ему две его географические компиляции:
- Муджам ма истаджам[араб.] — словарь большей частью арабских географических имён, встречающихся у поэтов, древних арабских историков и в преданиях. Это, по словам Дози, неоценимое в своём роде сочинение для древнеарабской истории, географии и поэзии. Издание его предпринято Вюстенфельдом;
- Книга путей и стран (аль-Бакри), пользовавшаяся чрезвычайно громкой славой на Западе и Востоке. Целью её было описание путей, соединяющих известные современникам города и страны. Первая страна, специально описываемая, — Аравия, затем Персия, Кирмак, Сирия, Палестина, Египет и т. д. Там, где он говорит о Сирии, Понте, встречаются известия и о славянах и их ближайших соседях, известия, большей частью, заимствованные у других предшествовавших ему арабских писателей: Масуди, Ибн Русте и др. Полного издания этого сочинения Аль-Бакри нет. Западные ориенталисты Гаянгос и Шефер издали только некоторые части его; что же касается отрывков, где сообщаются известия о славянах и их соседях, то перевод их имеется и на русском языке в труде Куника и барона Розена: «Известия Аль-Бекри и других авторов о Руси и славянах» (ч. I, Спб., 1878 г.).